# SG Waidhofen/Ybbs
Die SG Waidhofen/Ybbs ist ein Fußballverein aus der niederösterreichischen Stadt Waidhofen an der Ybbs.

## Geschichte
Die SG Waidhofen wurde im Jahr 2011 nach der Auflösung des Regionalligavereins FC Waidhofen gegründet. Vor allem um die Nachwuchsarbeit fortführen zu können ging der dafür gegründete SC Waidhofen eine Spielgemeinschaft mit dem FC Waidhofen ein. In den ersten Jahren trat der Verein daher als SG SC/FC Waidhofen an.
Sportlich startete der Verein in der Saison 2011/12 in der 2. Klasse Ybbstal – einer der untersten Ligen des österreichischen Unterhauses. In dieser konnte man sich, auch vor allem dank vieler Spieler, welche zu ihrem Heimatverein zurückkehrten, bereits in der 2. Saison den Meistertitel und somit den Aufstieg in die 1. Klasse West sichern. Den ersten Dämpfer in der sehr jungen Vereinsgeschichte musste man jedoch mit dem direkten Abstieg nach einer Saison zurück in die 2. Klasse hinnehmen. Dieser Ausrutscher wurde jedoch mit dem sofortigen Wiederaufstieg in der Saison 2014/15 ausgebessert. Seither festigte die SG Waidhofen ihren Platz in der 1. Klasse West und entwickelte sich über die Jahre zu einem ständigen Titelkandidat.
Der bisher größte Erfolg für den Verein ereignete sich in der Saison 2022/23, als man sowohl mit der Kampfmannschaft als auch mit der U23 in der 1. Klasse West souverän Meister wurden und somit mit beiden Titeln in die Gebietsliga West aufgestiegen ist.

## Stadion
Der Verein trägt seine Heimspiele wie der Vorgängerverein im Alpenstadion (eröffnet 1985) in Waidhofen an der Ybbs aus.
Das Stadion wurde Anfang des neuen Jahrtausends generalsaniert und hat 2000 Plätze.

## Erfolge
- Meister 2. Klasse Ybbstal 2012/13, 2014/15
- Meister 1. Klasse West 2022/23